# Tikem
Tikem – jezioro w regionie Mayo-Kebbi Est w południowo-zachodnim Czadzie. Leży w kotlinie Toupouri na wysokości 320 do 323 m n.p.m. i jest zasilane i odwadniane przez rzekę Mayo Kébbi. Kotlina Toupouri została przez rząd Czadu zgłoszona do ochrony w ramach konwencji ramsarskiej pod nazwą Plaines d’inondation du Logone et les dépressions Toupouri. Obszar jest odwadniany od północy przez kanał połączony z rzeką Logon, a od południa kanałem do Mayo Kébbi. W zależności od pory roku, powierzchnia jeziora waha się od 15 do 62 km². Najniższy poziom wody, ok. 5 m, osiąga w maju/czerwcu, a najwyższy podczas pory deszczowej wywoływanej przez zachodnioafrykański monsun na przełomie września i października. Porastające niegdyś okolice jeziora lasy galeriowe zostały w dużym stopniu wycięte. Pozostałe resztki lasu składają się z drzew gatunków Faidherbia albida, Vachellia seyal, a także innych drzew rosnących na terenach podmokłych, jak np. jeden z mahoni afrykańskich: Khaya senegalensis.